# Kool G Rap

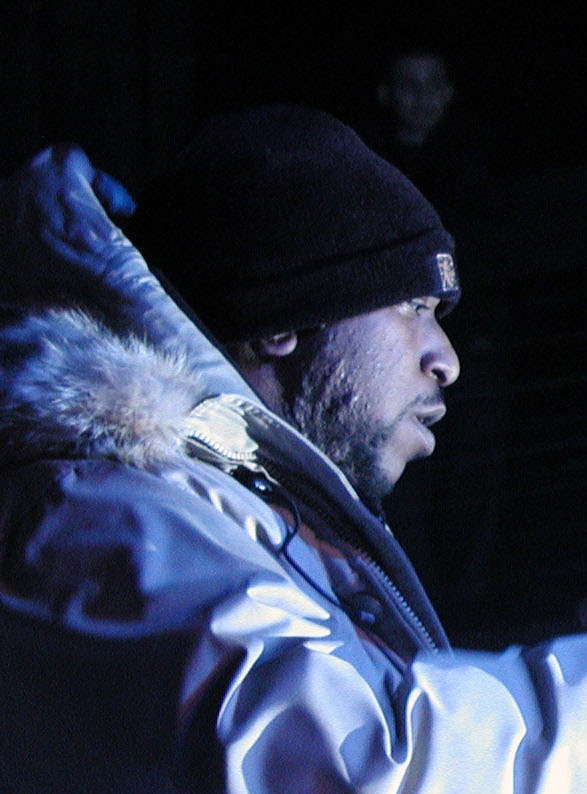
Kool G Rap (2006)

Kool G Rap (bürgerlich Nathaniel Wilson; * 20. Juli 1968 in Queens, New York) ist ein US-amerikanischer Hardcore-Rapper.

## Biografie
Kool G Rap wuchs mit verschiedensten Black-Music-Stilen auf, welche ihn auf seiner späteren Laufbahn beeinflussten. In Queens lernte er Eric Barrier und DJ Polo kennen, welche maßgebende Mitbegründer des Old-School-Hip-Hop waren.
Mit der Hilfe und Marketing von DJ Polo nahm er It’s a Demo/I’m Fly 12 auf. Das Produkt erschien auf dem Label Cold Chillin’ Records welches in der Old-School-Szene äußerst erfolgreich war. Produktionen des Cousins Marley Marl, einer der Väter des Hip-Hop, und anderen, trugen in dieser Zeit zur Festigung der street-credibility (Glaubwürdigkeit auf der Straße) von Kool G bei.
Im Jahr 1988 trug er, nebst Masta Ace, Big Daddy Kane und Craig G, zu dem Track The Symphony bei, welcher auf dem In Control Vol. I von Marley Marl zu hören ist.
Die Reime von Kool G sind scharf und eng aneinander folgend. Seine Texte basieren auf wahren und erfundenen Geschichten. Dem Stil von G Rap werden die Instrumentals von Marley Marl und die Scratches von DJ Polo sowie das Mastern, welches in den meisten Fällen gleichfalls von DJ Polo übernommen wurde, beigefügt.
Im Jahr 1989 debütierten er und DJ Polo mit ihrem ersten Album Road to the Riches. Dieses Album wurde in kürzester Zeit ein Klassiker sowie ein Beweis der Qualität der Cold Chillin’ Labels.
1990 erschien das Album Wanted Dead or Alive für dessen Produktion sich Large Professor verantwortlich zeigte.
Die Zusammenarbeit mit DJ Polo setzte sich noch auf folgende Veröffentlichungen fort: Live and Let Die (1992) und Killer Kuts (1994).
Im Jahr 1995 beschloss Kool G seine Karriere als Solist weiter zu führen und sein erstes Soloalbum 4, 5, 6 erschien. Der beliebte Titel Fast Life entstand mit Nas. 4, 5, 6 zeigt den Rapper von seiner persönlichen Seite und war ein prägender Abschnitt für seine weitere Karriere, vergleichbar mit Road to the Riches. 1996 veröffentlichte er Rated XXX.
1998 erschien Roots of Evil. In dieser Zeit arbeitete Kool G mit Leuten wie Mobb Deep, Nas, RZA von dem Wu-Tang Clan zusammen und erscheint im Titel Fall Back auf dem Album The Big Picture des Rappers Big L. 2002 erschien sein Greatest-Hits-Album, welches von den Liedern der Cold-Chillin’-Zeit dominiert ist. Im selben Jahr erschien auch das eher taktvollere Album The Giancana Story. Auf dem Album befindet sich der Titel My Life, welches auch als Single erschienen ist. Im Jahr 2003 veröffentlichte er Click of Respect.

## Diskografie

### Als Kool G Rap and DJ Polo
- 1989 Road to the Riches
- 1990 Wanted: Dead or Alive
- 1992 Live and Let Die

### Alben
- 1995: 4, 5, 6, Cold Chillin’
- 1998: Roots of Evil, DLMR Records
- 1999: Roots of Evil (Bonus Track), Eagle
- 2002: Greatest Hits (Kool G Rap), Landspeed Records
- 2002: The Giancana Story, Koch Records
- 2003: Click of Respect, Blazin’ South Records
- 2008: Half a Klip, Chinga Chang / Latchey / Koch Records
- 2011: Riches, Royalty and Respect, Fat Beats
- 2013: Once Upon a Crime (mit Necro als The Godfathers) / Psycho+Logical-Records
- 2017: Return of the Don, Clockwork Music / Full Mettle

### Singles
- 1995: Fast Life
- 1998: Foul Cats, Down Low
- 2002: My Life, Pt. 2, Import
- 2003: Gully/Breaker Breaker, Blaze Entertainment
- 2003: ’Bout That, Up Above